# Wayne Raney
Wayne Raney (* 17. August 1921 in Wolf Bayou, Cleburne County, Arkansas; † 23. Januar 1993 in Drasco, Arkansas) war ein US-amerikanischer Old-Time- und Country-Musiker sowie späterer Studio- und Plattenlabel-Besitzer.

## Leben

### Kindheit und Jugend
Wayne Raney wurde – je nach Quelle – 1920 oder 1921 in der kleinen Gemeinde Wolf Bayou im zentral-östlichen Arkansas auf einer Farm geboren. Aufgrund einer angeborenen Deformierung seines Fußes war er nicht in der Lage, schwere Arbeit auf den Feldern zu verrichten. Bereits mit fünf Jahren, begann er sich für Musik zu interessieren und sah an einer Straßenecke einen einarmigen Mundharmonika-Spieler, der Raney inspirierte, ebenfalls Mundharmonika zu erlernen. In seiner Freizeit übte er ehrgeizig und war bald ein routinierter Musiker.

### Karriere
Schon mit 13 Jahren verließ er sein Heimatdorf und zog durch die Vereinigten Staaten. Seinen Lebensunterhalt verdiente er sich als Musiker, indem er für Geld in Clubs, Bars und Cafés auftrat. Um 1934 spielte er in Texas, als ihn der Manager der Radiostation XEPN aus Piedras Negras, Mexiko, auf der anderen Seite des Rio Grande, engagierte. 1936 traf er erstmals sein Idol, Mentor und späteren langjährigen musikalischen Partner Lonnie Glosson, der ebenfalls aus Arkansas stammte. Raney hörte Glosson regelmäßig über KMOX aus St. Louis, Missouri, und tat sich 1938 mit ihm zu einem Duo zusammen, dass auf KARK in Little Rock, Arkansas, auftrat.
Wie viele Country-Musiker der damaligen Zeit zogen auch Raney und Glosson von Radiosender zu Radiosender und spielten in den nächsten 25 Jahren – mit Unterbrechungen – immer wieder zusammen.
Raney machte ab Anfang der 1940er Jahre auch Erfahrungen als Solokünstler. Er war auf verschiedenen Radiosendern an der Grenze zu Mexiko und über KFWB aus Hollywood zu hören, zog jedoch bald nach Covington, Kentucky, am Ohio River, wo er regelmäßig im Programm des Senders WCKY auftrat. Nicht nur als Musiker war Raney gefragt, auch als Moderator und als Discjockey war er äußerst populär. Zu dieser Zeit etablierte er auch seinen eigenen Versandhandel, mit dem er Mundharmonikas und Anleitungen in den gesamten USA verkaufte. Zusammen mit Lonnie Glosson trug er maßgeblich zur Verbreitung dieses Instruments bei.
1945 zog er mit Glosson nach Memphis, Tennessee, wo er eines Abends auf die Delmore Brothers traf. Raney hatte ihre Karriere bereits längere Zeit verfolgt und an diesem Abend entstand die erfolgreiche Zusammenarbeit zwischen Raney, Glosson und den Delmores. Schon kurz danach trat er gemeinsam mit den Brüder auf WMC auf und begleitete sie im Februar 1946 zu einer Aufnahmesession für das damalige Plattenlabel der Delmores, King Records. Bei dieser Gelegenheit nahm Raney selbst den Harmonica Blues als Solostück auf. Auf der nächsten Session bot er Produzent Syd Nathan an, die Session der Delmore Brothers ohne Bezahlung zu begleiten, wofür er im Gegenzug eigene Stücke einspielen durfte. Das Resultat, The Fox Chase, verkaufte sich durchaus gut.

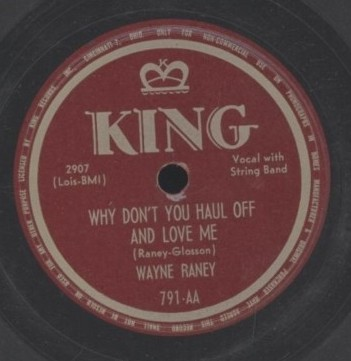
Why Don’t You Haul Off and Love Me, 1949

In den nächsten Jahren gehörte Raney regelmäßig als Mundharmonika-Spieler zur Hintergrundband der Delmores, während die Delmores ihn auf seinen eigenen Soloplatten begleiteten. In der folgenden Zeit hatte Raney mit Lost John Boogie (1948), Jack and Jill Boogie (1949) einige Charterfolge. Sein größter Erfolg wurde 1949 jedoch der mit Lonnie Glosson eingespielte Titel Why Don’t You Haul Off and Love Me, der die Spitze der Country-Charts erreichte. Mit Glosson spielte Raney 1951 auch auf dem einzigen Nummer-eins-Hit der Delmore Brothers, Blues Stay Away from Me Mundharmonika. Stilistisch gesehen war diese Zeit seiner Karriere geprägt vom Country Boogie, einer Mischung aus dem vor dem Krieg beliebten Genre Boogie Woogie und ländlicher Country-Musik, die Raney und die Delmores entscheidend mitprägten.
In den 1950er Jahren stand Raney bei Decca Records unter Vertrag und versuchte sich mit Titel wie Undertakin' Daddy oder Shake Baby Shake am Rockabilly. Außerdem war er als Musiker für Lefty Frizzell tätig und nahm an einer Tournee der Grand Ole Opry teil. Im Radio war er auch regelmäßig in den großen Shows des WWVA Jamborees, des California Hayride und des Louisiana Hayrides zu hören.

### Spätere Jahre
In den späten 1950er Jahren nahm Raneys Popularität ab. In dieser Zeit stand er unter anderem für Starday Records unter Vertrag und war als DJ aktiv. Raney kehrte zu WCKY zurück und versuchte sich ab 1958 im Plattengeschäft. Mit Jimmie Zack gründete er 1958 Poor Boy Records in Muncie, Indiana, als ersten Versuch. 1960 gab er seinen Versandhandel auf, kaufte nahe Concord, Arkansas, eine Hühnerfarm und eröffnete dort ein Aufnahmestudio, sein Plattenlabel Rimrock Records und das einzige Plattenpresswerk in Arkansas. Für Rimrock nahm er selbst einige Alben auf. In dieser Zeit wandte er sich dem Country Gospel zu; sein Titel We Need a Whole Lot More of Jesus (and a Lot Less Rock and Roll) erregte einige Aufmerksamkeit in der Folk-Szene.
In den 1970er Jahren war er einige Male in der Fernsehshow Hee Haw zu sehen, jedoch verschlechterte sich sein Gesundheitszustand, sodass er Rimrock und sein Studio verkaufen musste, seine Auftritte aufgab und nach Drasco zog, wo er 1993 an Krebs starb. Im selben Jahr wurde er in die Country Music DJ Hall of Fame aufgenommen. Seine Autobiographie Life Has Not Been a Bed of Roses erschien 1990.

## Diskographie

### Singles
| Jahr                               | Titel | #                                    | Anmerkungen                      |
| ---------------------------------- | --- | ------------------------------------ | -------------------------------- |
| King Records                       | |                                      |                                  |
| 1947                               | The Fox Chase / Green Valley Waltz | 676                                  |                                  |
| 1948                               | Jole Blon’s Ghost / Lost John Boogie | 719                                  |                                  |
| 1948                               | Jack and Jill Boogie / Lonesome Wind Blues | 732                                  |                                  |
| 1949                               | Gathering in the Sky / Book of Revelations | 759                                  |                                  |
| 1949                               | Why Don’t You Haul Off and Love Me / Don’t Know Why                                                                                                   | 791                                  |                                  |
| 1949                               | Red Ball to Natchez / I’m Square Dab from the Country                                                                                                 | 824                                  |                                  |
| 1950                               | Del Rio Boogie / I Feel a Streak of Love Comming On                                                                                                   | 840                                  |                                  |
| 1950                               | Under the Double Eagle / Fast Train Through Arkansas                                                                                                  | 856                                  |                                  |
| 1950                               | Story of Orphan / I Want to Live with Mommie There | 887                                  |                                  |
| 1950                               | Old Fashioned Matrimony in Mind / Pardon My Whiskers                                                                                                  | 910                                  |                                  |
| 1950                               | Real Hot Boogie / If You’ve Got the Money | 914                                  |                                  |
| 1951                               | My Annabelle Lee / Family Tree Musta Fell on Me | 925                                  |                                  |
| 1951                               | I’ve Gone and Soul My Soul / I Love My Little Yo-Yo                                                                                                   | 939                                  |                                  |
| 1951                               | I Ain’t Nuthin' But a Tomcat Kitten / I’m on My Way                                                                                                   | 956                                  |                                  |
| 1951                               | I Want a Home in Dixie / I Had My Fingers Crossed | 974                                  |                                  |
| 1951                               | Blues at My Door / You Better Treat Your Man Right | 989                                  |                                  |
| 1952                               | That Star Belongs to Me / Dreaming of a Little Cabin                                                                                                  | 1035                                 | mit den Sons of the Mountaineers |
| 1952                               | I'd Feel Just Like a Millionaire / Real Good Feelin’                                                                                                  | 1036                                 |                                  |
| 1952                               | Catfish Baby / Heads or Talls, I Win | 1058                                 |                                  |
| 1952                               | I’m Really Needin' You / Beautiful Around the Bush | 1087                                 |                                  |
| 1952                               | When They Let the Hammer Down / Undertakin' Daddy | 1116                                 |                                  |
| 1952                               | The Child’s Side of Life / If You Never Slip Around                                                                                                   | 1149                                 |                                  |
| 1953                               | No One’s Crying But Me / Powerful Love | 1160                                 |                                  |
| 1953                               | Betrayed Waltz / Falling | 1187                                 |                                  |
| 1953                               | Gonna Row My Boat / Burning Your Love Letters | 1229                                 |                                  |
| 1953                               | Adam Come and Get Your Rib / The Roosters are Crowing                                                                                                 | 1259                                 |                                  |
| 1953                               | EP - Why Don’t You Haul Off and Love Me - Fox Chase - Lost John Boogie - Lonesome Wind Blues                                                          | EP-235                               |                                  |
| 1954                               | Trying to Love Without You / Mama (Don’t You Remember When You Were Young)                                                                            | 1331                                 |                                  |
| 1955                               | I Was There / We Love to Live | 1469                                 |                                  |
| 1955                               | Gone with the Wind in the Morning / Tear Down the Mountains                                                                                           | 1480                                 |                                  |
| Decca Records                      | |                                      |                                  |
| 1957                               | Shake Baby Shake / 40th and Plum | 9-30212                              |                                  |
| 1959                               | Four Aces and a Queen / I Ain’t Got Time | 9-31004                              |                                  |
| Poor Boy Records                   | |                                      |                                  |
| 1958                               | We Need a Whole Lof More of Jesus (and a Lot Less Rock and Roll) / Don’t You Think It’s Time                                                          | PRB-45-100                           |                                  |
| 1960                               | Simply Wonderful / Everybody’s Going Crazy | PRB-45-109                           |                                  |
| New American Records               | |                                      |                                  |
| 1960                               | EP - A Little Pine Log Cabin - Hand in Hand with Jesus - I Found It in My Mother’s Bible - Where No Cabins Fall - The Uncloudy Day - An Empty Mansion | 104                                  |                                  |
| Starday Records                    | |                                      |                                  |
| 1964                               | Mail Order Heart / Don’t Try to Be What You Ain’t | 663                                  |                                  |
| 1964                               | Live Thief / Strictly Nothing | 677                                  |                                  |
| 1964                               | Young Widow Brown / I Stumble, I Fumble, I Fall | 689                                  |                                  |
| Blake Records                      | |                                      |                                  |
| 1965                               | I’m in Love / M;y Beautiful Bouquet | 204                                  |                                  |
| Rimrock Records                    | |                                      |                                  |
| I’m in Love / My Beautiful Bouquet | 204 | Wiederveröffentlichung von Blake 204 |                                  |
| 1968                               | My Pot of Love / Grandma’s Mini-Skirt | RS-258                               |                                  |
| Lawson Records                     | |                                      |                                  |
| 1971                               | It’s a Woman / It’s a Man | LS-207                               | als Wanday Raney                 |

### Alben
- 1954: Don’t Try to Be What You Ain’t! (Starday)
- 1957: Songs of the Hills (King)
- 19??: 1616 Radio Gospel Favorites (Starday)
- 196?: Radio Gospel Favorites #1 (Rimrock)
- 1969: Pardon My Whiskers (Rimrock)
- 1969: Tear Down the Mountains (Rimrock)
- 1970: If You’ve Got the Money, I’ve Got the Time (Rimrock)
- 1972: Gathering in the Sky (Rimrock)
- 199?: Twin Harmonicas and More (Old Homestead, mit Lonnie Glosson)
- 199?: All Harmonica (mit Lonnie Glosson)